# D-ツボクラリン
d-ツボクラリン(tubocurarine)はアルカロイド系の物質。南米の先住民が古くから狩猟などに用いてきたクラーレ(curare)と呼ばれる矢毒のうち、ツヅラフジ科コンドデンドロン属の植物Chondodendron tomentosumが材料のツボクラーレ（壷ではなくチューブTubeの意味）と呼ばれるものから1935年にハロルド・キングにより単離された。
ツボクラリンは少量でも傷口から体内に入ると末梢神経と筋の接続部のニコチン受容体においてアセチルコリンと拮抗、興奮伝達を阻害して目・耳・足指（短筋）→四肢の筋→頚筋→呼吸筋の順に骨格筋を麻痺させることにより、呼吸困難を起させて窒息死させる。逆に経口摂取しても排泄がすみやかで毒性を発揮しないため、これを含む矢毒を用いて倒した動物を食べても害が無く、狩猟に用いるには都合が良い。
単離されたものが筋弛緩剤(商品名: アメリゾール)として用いられていたが、2000年に原料の取得困難を理由として医療目的の販売は中止となっている。しかし、薬理学の実験には欠くことができないものである。

## 性質
- 外観 黒褐色
- 分子式 C37H42Cl2N2O6
- 分子量 681.66
- 比重 1.089
- 致死量 皮下LD50：640μg/kg

## 生合成
ツボクラリンの生合成は、2つの鏡像異性体テトラヒドロベンジルイソキノリン、特にN-メチル-コクラウリンのラジカルカップリングを含んでいる。N-メチル-コクラウリンのR体およびS体は、ノルコクラウリン合成酵素(NCS)によるドーパミンと4-ヒドロキシフェニルアセトアルデヒドのマンニッヒ様反応によって生成する。ドーパミンと4-ヒドロキシフェニルアセトアルデヒドは共にL-チロシン由来である。アミノ基およびヒドロキシル基のメチル化はS-アデノシルメチオニン(SAM)を用いて行われる。